# Браїлівський парк
Браїлівський парк — парк-пам'ятка садово-паркового мистецтва місцевого значення, розташований на території смт Браїлів Жмеринського району Вінницької області на березі р. Рів. Оголошений відповідно до Рішення Вінницького облвиконкому № 599 від 17.11.1981 р.

## Історична довідка
Насадження, а також палац і троє штучних озер були створені в середині XIX століття. Надія Філаретівна фон Мекк, яка володіла цим помістям, була добре освіченою людиною, справжнім цінителем і палким прихильником таланту П. І. Чайковського. З 1876 по 1880 роки композитор часто приїздив до Браїлова. У палаці для нього була відведена кімната, в якій він працював над своїми творами. Чайковський написав у Браїлові чимало відомих творів, зокрема оперу «Орлеанська діва» та романси «Средь шумного бала случайно», «То било ранней весной», «Серенада Дон-Жуана».
В кінці XIX століття княгиня фон Мекк виїхала з Браїлова. Її маєток перейшов до землевласників Ралі, які володіли ним до 1917 року. З архітектурних споруд парку частково залишилися кам'яна огорожа і напівзруйнований палац. Добре збереглися лише допоміжні будівлі, в яких тепер розташовано Браїлівський коледж, що шефствує над цією дендрологічною пам'яткою природи.
На території парку знаходиться Музей Чайковського і фон Мекк
Насадження займають площу 7,5 гектарів і нараховують 45 видів дерев і чагарників. Серед них найбільший інтерес викликають сосна веймутова, що росте поблизу центральної брами, американська, крупнолиста і мокролиста липи, китайська, пірамідальна, канадська, бальзамічна і чорна тополі. Перед палацом привертає увагу біогрупа столітніх ясенів. З цього найбільш високого місця відкривається панорама на ставки. В парку проводились роботи по реставрації палацу, зріджені насадження були доповнені горобиною, липою, тополею, березою, каштаном та іншими породами.

## Асортиментиний склад насаджень
Корінні породи: дуб звичайний, тополя біла, тополя чорна, граб звичайний, береза бородавчата, верба біла.
Основні паркоутворювачі: алича, верба біла форми плакуча, горобина звичайна, клен гостролистий, клен-явір, липа дрібнолиста, ясен звичайний, черешня, ялина звичайна, бузок звичайний, верба сіра, черемха звичайна, вільха чорна, яблуня звичайна, клен ясенелистий, клен гостролистий форма пурпурова, ясен звичайний форма плакуча.
Екзоти: акація біла, сосна веймутова, тополя Сімона, липа американська, каштан кінський, ялина колюча.

## Опис зелених насаджень
Зелені масиви парку сформувались на основі місцевих порід. В основному це липово-ясенові насадження, хоча на період закладення парку основу паркових масивів становили дуби. Асортиментний склад насаджень налічує 20 видів деревних і чагарникових порід. Наявність вікових екзотів свідчить про захоплення власників парку рослинністю, а їх різновіковість — про старанний добір протягом всього періоду розвитку. Експонувати цінні вікові екземпляри заважає висока загущеність внаслідок безсистемних посадок в основному на вільних галявинах. Наслідок «суботникових» посадок — зміна співвідношення відкритих і закритих просторів.
Прокладання нових доріжок перед теперішнім головним фасадом з обсадкою їх деревами повністю знівелювало регулярну партерну частину парку. Раніше вона була відкрита і сформована в основному з клумб і квітників, а тепер це композиція із хвойних та листяних дерев, збагачених чагарниками, що створює загальне враження масиву. Добре збереглися вікові тополі на берегах ставків.

## Опис паркового ансамблю
Об'ємно-просторова і планувальна структура ансамблю прив'язана до розташування його основної будівлі — палацу. Палац займає вершину берегового мису, що плавним схилом спускається до річки. Центральна композиційна вісь палацу спрямована на домінанту протилежного берега — парафіальний костел ХІХ ст., зведений на місці браїлівського замчища. До цієї ж осі було прив'язане планування регулярних частин парку, що безпосередньо прилягають до палацу — партеру та курдонеру. При відбудові палацу в 70-х рр. ХХ ст. було переорієнтоване його планування: головний вхід перенесено на парковий фасад, внаслідок чого порушено композицію і планування регулярної частини парку.
Основний композиційний напрям ландшафтної частини парку розвивається вздовж каскаду трьох ставків, що живляться від джерела, яке в минулому було оформлене як криниця. Наявні іконографічні матеріали дають можливість відтворення багатьох деталей оформлення парку: павільйону-купальні, містків, партерів, клумб, а також породного складу зелених насаджень.
Історичне зонування та планування території садиби в цілому збережене: зона в'їзду до помістя починається на вильоті провулку містечка, який веде до брами з сторожівкою, далі алея через парк підходить до палацу. В минулому парк був оточений муром. Зараз його територія прослідковується по лінії посадки дерев і невеликому валу. Паркова територія оточує палац і підступає до заплави річки. За палацом знаходиться господарська територія з флігелями, далі — фільварок.
Найбільшої шкоди ансамблю завдало непродумане розташування багатоповерхового корпусу гуртожитку, який дисонує з історичним оточенням.

## Галерея

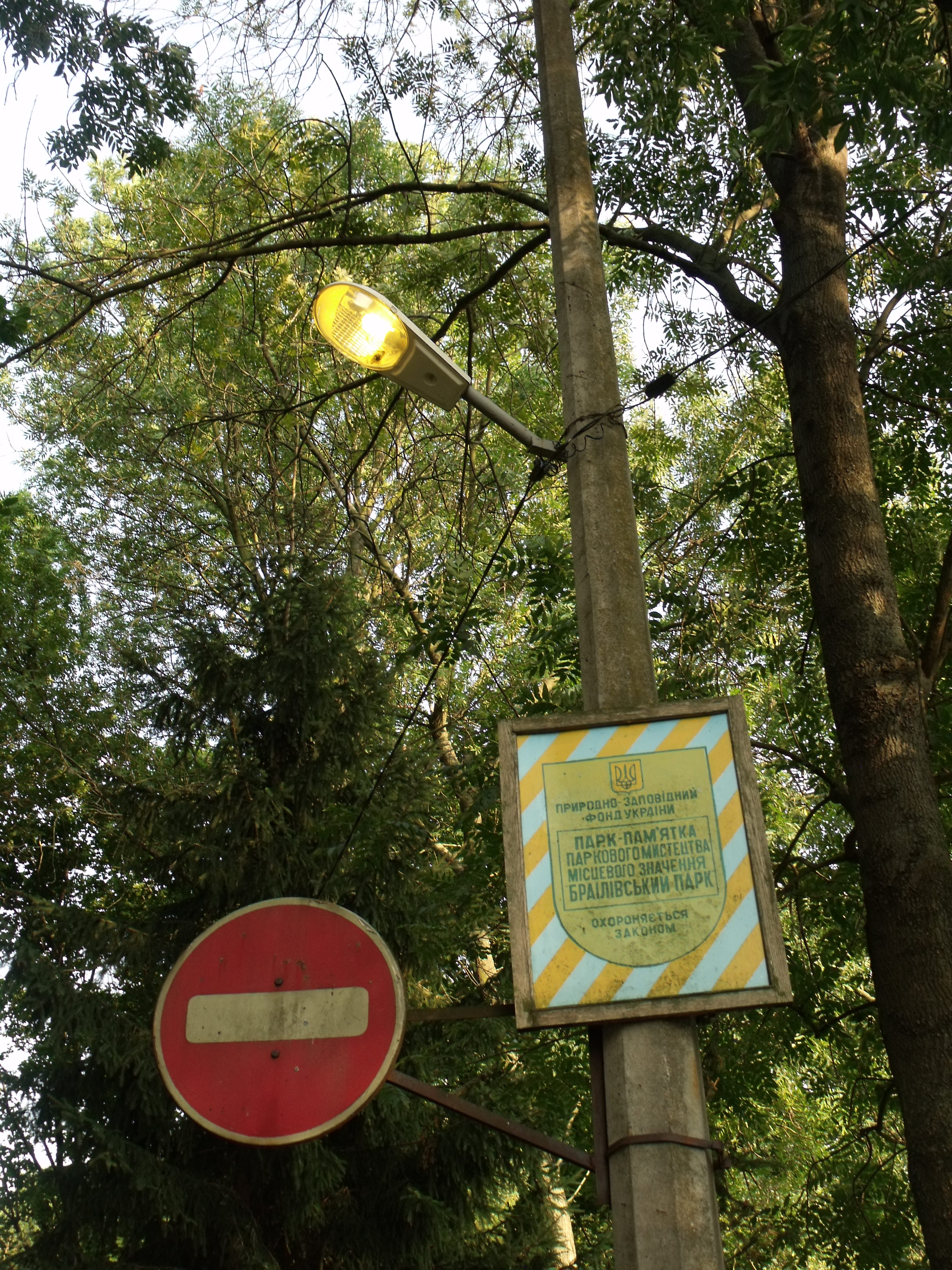
Табличка Браїлівського парку
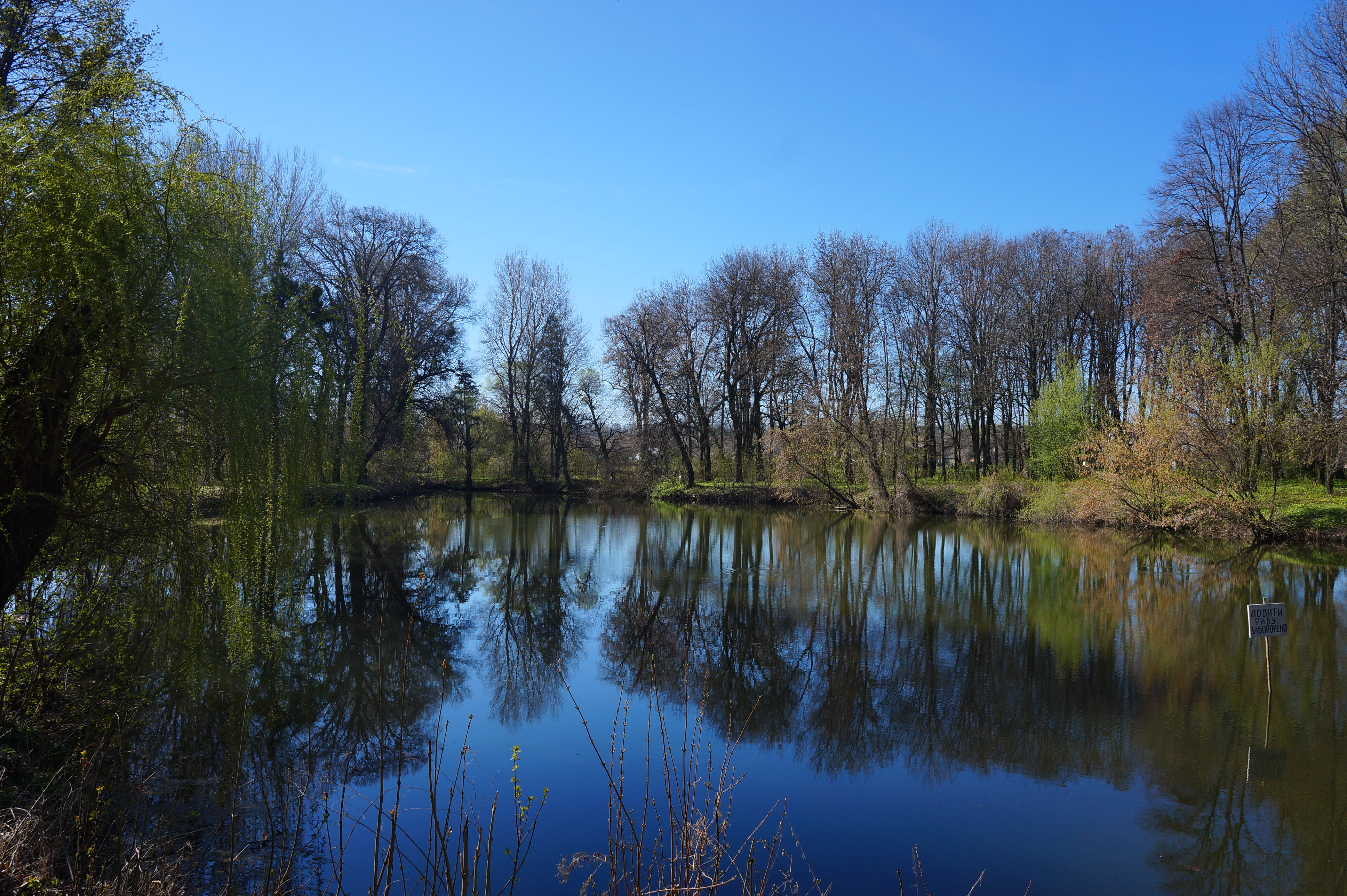
Озеро в парку
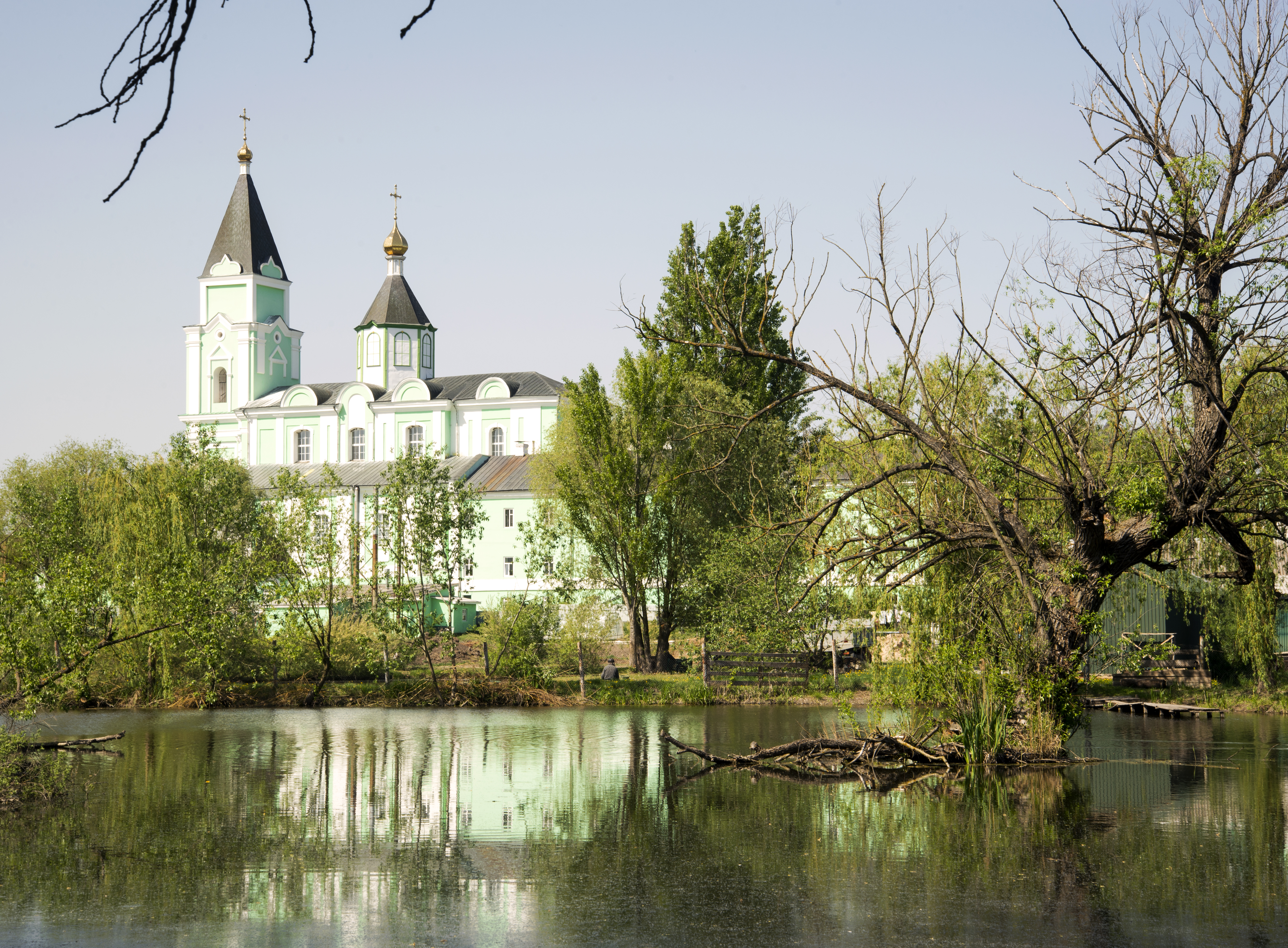
Троїцький жіночий монастир з Браїлівського парку
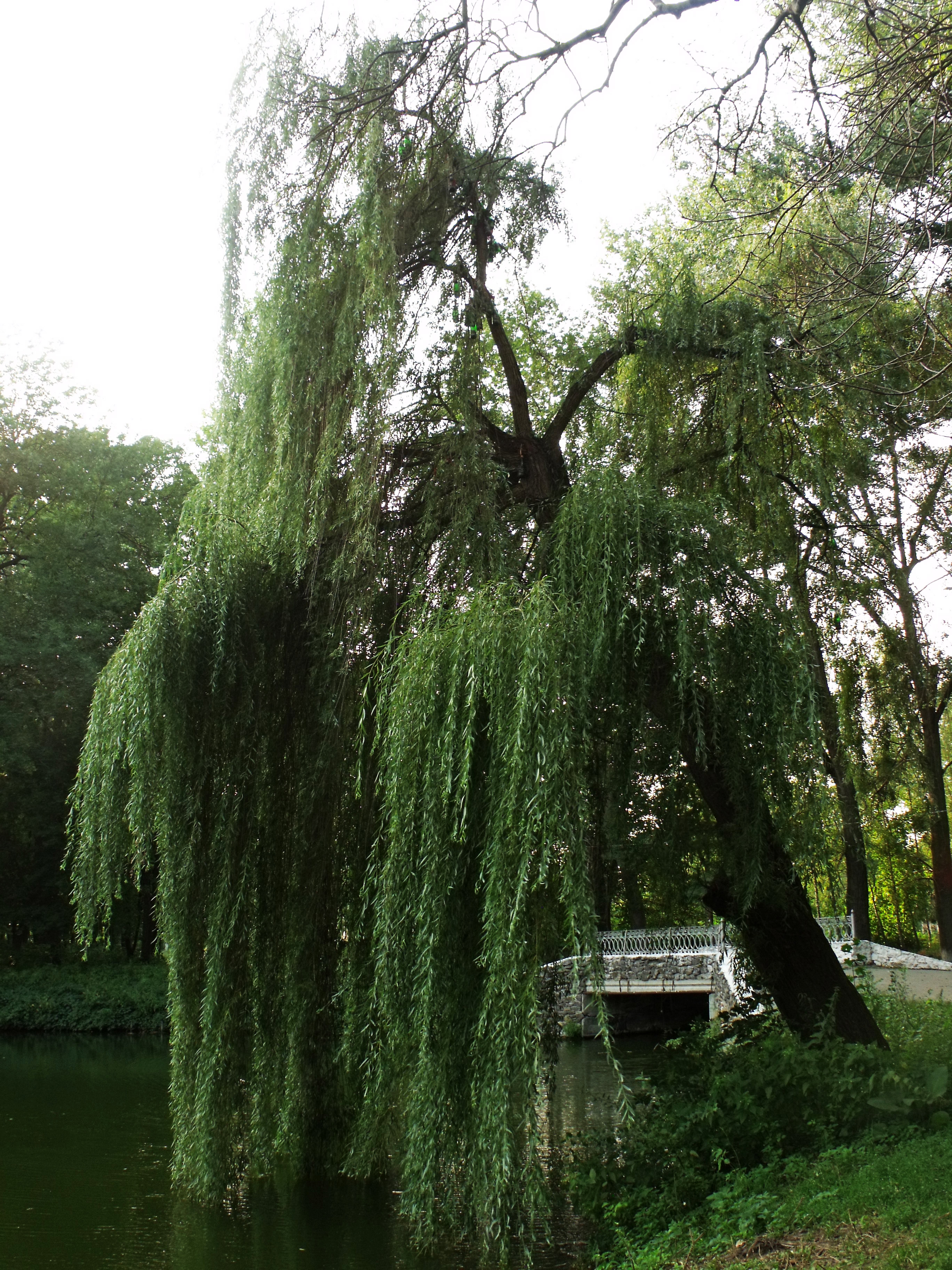
Похилена верба над озером у парку
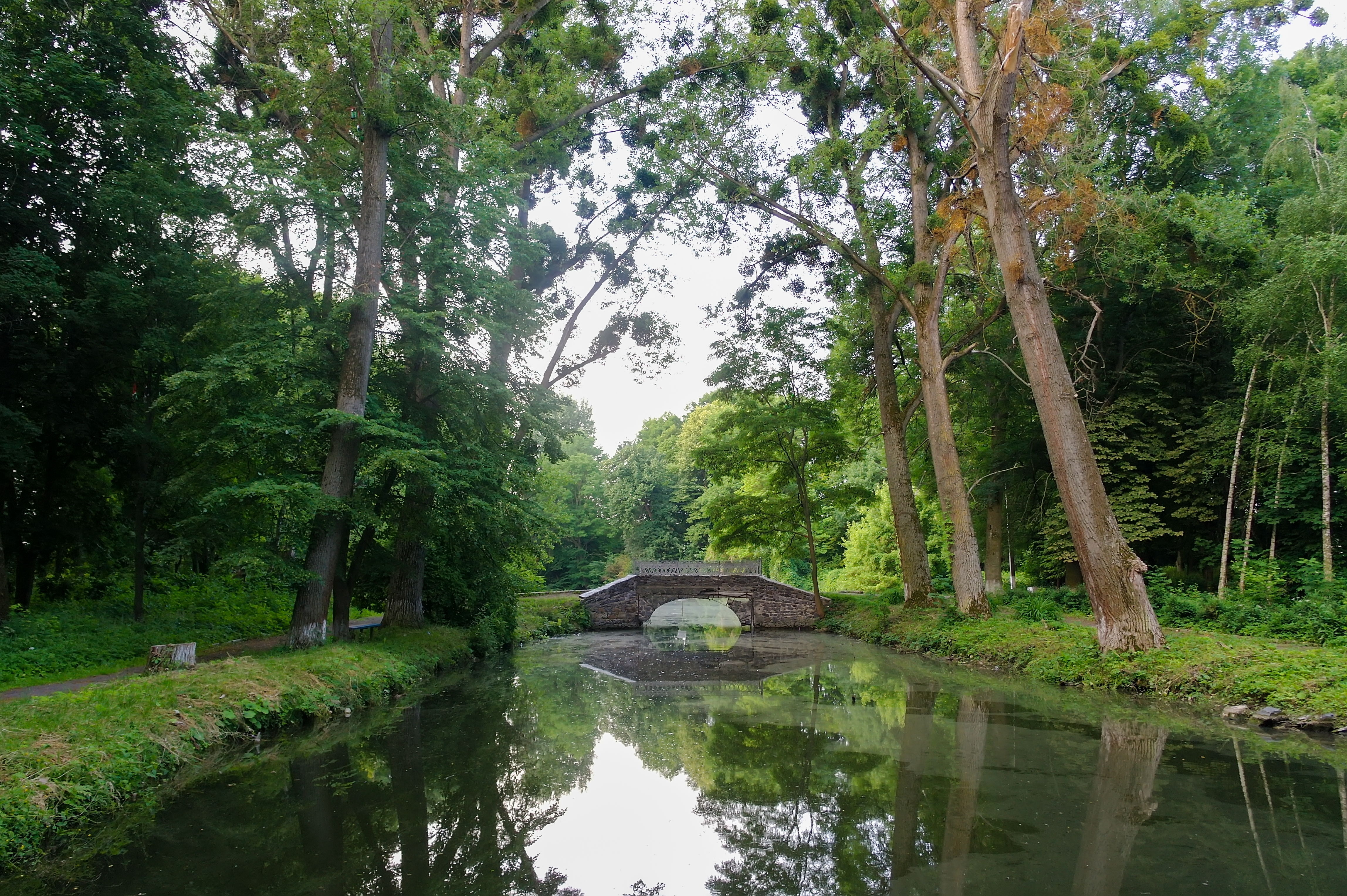
Потік у парку і міст через нього